# Небога
Небо́га, або племі́нниця (заст. небі́рка, племе́нниця) — дівчина/жінка по відношенню до дядька або тітки = дочка брата або сестри, а також дочка брата або сестри чоловіка / дружини. Щодо дочки брата вживається також сино́виця (діал. брата́ниця).
- Двою́рідна небога — дівчина/жінка по відношенню до двоюрідного дядька або тітки = дочка двоюрідного брата або сестри.
- Сестре́ниця, сестри́ниця, сестрі́ниця — діалектне позначення дочки сестри[8].

Слово небога (д.-рус. небога), первісно означало «бідна», «нещасна», «убога». Слово племінниця (племенниця) за походженням пов'язане з «плем'я».